# 4.º Distrito Congressional da Califórnia
O 4º Distrito Congressional da Califórnia (em inglês:  California's 4th congressional district) é um dos 53 Distritos Congressionais do Estado norte-americano da Califórnia, segundo o censo de 2000 sua população é de 639.088 habitantes.
Fica no Leste deste Estado e inclui os condados de:
- El Dorado
- Placer
- Sacramento